# Bruno Boissière
Bruno Boissière (ur. 22 września 1956 w Lyonie) – francuski polityk, urzędnik i działacz organizacji pozarządowych, od 1991 do 1994 poseł do Parlamentu Europejskiego III kadencji.

## Życiorys
W latach 1976–1979 studiował w Institut d'études politiques de Grenoble, następnie do 1980 kształcił się w Kolegium Europejskim w Brugii. Zajmował się naukowo kwestiami socjologii i polityki środowiskowej, pracował też w europejskim centrum związanym z agronomią. W 1980 zamieszkał w Brukseli.
Przystąpił do ugrupowania Zielonych, deklarował się jako zwolennik idei ekologicznych, regionalistycznych i federalistycznych. W 1989 bez powodzenia kandydował do Parlamentu Europejskiego, mandat objął 11 grudnia 1991 po rezygnacji Dominique Voynet. Dołączył do Grupy Zielonych w PE, w której od 1992 do 1994 sprawował funkcję wiceprzewodniczącego. Był m.in. wiceprzewodniczącym Delegacji do Wspólnej Komisji Parlamentarnej WE-Malta (1992–1994), a także członkiem Komisji ds. Polityki Regionalnej, Planowania Regionalnego i Stosunków z Władzami Regionalnymi i Lokalnymi oraz Komisji ds. Instytucjonalnych. Później pełnił funkcję sekretarza generalnego Unii Europejskich Federalistów. W 2006 został przedstawicielem organizacji Centre International de Formation Européenne przy instytucjach unijnych w Brukseli.